# Arabeskpop
Arabeskpop is een muziekstijl waarbij arabesk en pop gemixt worden.
De muziekstijl is zeer populair in Turkije, in het Midden-Oosten en in West-Europa onder allochtone jongeren van Turkse afkomst. Özcan Deniz (1972) en Hande Yener (1973) zijn voorbeelden van bekende arabeskpopzangers.